# 南加瀬貝塚
南加瀬貝塚（みなみかせかいづか）は、かつて神奈川県川崎市幸区南加瀬付近にあった縄文時代から弥生時代にかけての貝塚遺跡。地元幸区では「加瀬山」と呼ばれる山の南東斜面にあった貝塚で、川崎市幸区役所幸区日吉合同庁舎近くの坂に場所を知らせる表示板がある。

## 概要
現在、加瀬山の山上はほとんどが夢見ヶ崎動物公園になっているが、同山は6000年前の縄文時代は海に囲まれた小島で、古代には貝塚のほか白山古墳が築かれ、「加瀬台古墳群」という7基の古墳群が現在も残る、歴史豊かな山である。
南加瀬貝塚は、1904年（明治37年）ごろにアマチュア考古学者の江見水蔭が学会にてその存在を報告し、1906年（明治39年）にスコットランド人のニール・ゴードン・マンローと東京帝国大学の八木奘三郎が発掘調査を行ったところ、弥生時代と縄文時代の貝塚が確認された。なお、貝殻の90%はハマグリだった。
同貝塚は大規模であったが、1914年（大正3年）から1915年（大正4年）ごろに東芝が工場を建設したことで、ほとんどが破壊されてしまった。

## 参考図書
- 岡本, 孝之 著「考古学史の考古学　4.南加瀬貝塚の発掘（発見から破壊へ）」、神奈川県考古学会 編『平成14年度考古学講座資料集 学史を語る～学史を踏まえた最新の研究 ～』神奈川県考古学会、2003年3月23日、1-18頁。

座標: 北緯35度32分49.3秒 東経139度40分06.9秒 / 北緯35.547028度 東経139.668583度